# Roger MacBride Allen

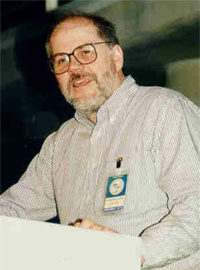
Allen in undated photo

Roger MacBride Allen (Bridgeport, 26 settembre 1957) è un autore di fantascienza statunitense, appartenente alla scuola che negli anni ottanta e novanta ha rilanciato la fantascienza tecnologica e avventurosa.

## Opere principali
Al centro della sua opera più nota – il ciclo della «Caccia alla Terra» («Hunted Earth») – vi è l'utilizzo della teoria scientifica dei "wormholes", tunnel iperspaziali che permettono di avvicinare punti tra loro anche lontanissimi nell'universo. Il ciclo si articola in tre romanzi: L'anello di Caronte (The Ring of Charon, 1991) e La sfera spezzata (Shattered Sphere, 1994). Un terzo titolo, Farside cannon - 1989, è ambientato nello stesso universo pur essendo collocato temporalmente circa un secolo prima. Quest'ultimo titolo non è mai stato tradotto in italiano.
Nel 1993 Allen pubblicò una trilogia ambientata nell'universo immaginario di Asimov, formata da Il Calibano di Asimov (Isaac Asimov's Caliban), L'Inferno di Asimov (Isaac Asimov's Inferno) e L'Utopia di Asimov (Isaac Asimov's Utopia), nella quale viene introdotto un nuovo sistema di leggi riguardanti i robot, formulato dall'autore durante una discussione con lo stesso Asimov.
Nel 2000 cominciò la pubblicazione della trilogia dedicata al pianeta Solace, che riprende il tema dei tunnel iperspaziali ed è costituita dai romanzi Le astronavi del tempo (The Depth of Time), L'oceano del tempo (The Ocean of Years) e The Shores of Tomorrow, quest'ultimo non ancora tradotto in italiano.
Nel resto della sua produzione si può segnalare anche il dittico composto da La fiaccola dell'onore (The Torch of Honor, 1985) e Le potenze dello spazio (Rogue Powers, 1986), piccolo classico di fantascienza bellico-avventurosa e il thriller legale fantascientifico L'uomo modulare (The Modular Man, 1992) in cui dibatte su quanta parte del corpo di un umano possa essere resa cibernetica prima che la persona perda i diritti civili.